# Szczytniki nad Kaczawą (przystanek kolejowy)
Szczytniki nad Kaczawą − nieczynny kolejowy przystanek osobowy w Szczytnikach nad Kaczawą, w Polsce, w województwie dolnośląskim, w powiecie legnickim.